# Distrito de Quequeña

Mapa de la provincia de Arequipa en el Departamento de Arequipa, Perú.

El distrito de Quequeña es uno de los 29  distritos que conforman la provincia de Arequipa en el Departamento de Arequipa, bajo la administración del Gobierno regional de Arequipa, en el sur del Perú.
Desde el punto de vista jerárquico de la Iglesia católica forma parte de la Arquidiócesis de Arequipa.

## Historia
Al inicio de la República en el gobierno de Bolívar se establecieron 19 distritos, en Arequipa, figurando entre ellos el distrito de Quequeña, Creado con fecha 2 de enero de 1857; Por ese entonces estaba constituido por los pueblos de Yarabamba, Sogay, Polobaya, y los anexos de Chapi, Quichinihuaya, Buena Vista, El Pajonal y como capital el pueblo de Quequeña
El día 24 de noviembre es el aniversario de los mártires que fueron ejecutado por los chilenos en la Guerra del Pacífico, siendo una muestra de resistencia en dicha guerra en Arequipa.
Yarabamba y Quequeña fueron declaras “Poblaciones Mártires”  y el trayecto de la carretera que une a los distritos se denomina  “Alameda de los Héroes de Yarabamba y Quequeña”.

## Geología
Muy cerca al poblado principal, en las formaciones geológicas que hay al Norte se pueden encontrar grandes cantidades de Brecha Volcánica, así como cantidades pequeñas de Turmalina Negra ("Chorlo") masiva y con una cristalización muy pobre. En las formaciones geológicas más lejanas se pueden encontrar cantidades abundantes de Arcilla.

## Autoridades

### Municipales
- 2019 - 2022[4]
  - Alcalde: Laura Isabel López Dávalos, de Alianza para el Progreso.
  - Regidores:

  1. Rolando Mateo Segura Pantigoso (Alianza para el Progreso)
  2. Pilar Francisca Parillo Ilaquita (Alianza para el Progreso)
  3. Alberto Huanca Choquehuanca (Alianza para el Progreso)
  4. Bedie Pereyra Padilla (Alianza para el Progreso)
  5. Cleofe Irene Emperatriz Valdivia de Marroquín (Arequipa Transformación)

## Festividades
- San José.
- San Isidro Labrador.
- Sagrado Corazón de Jesús.
- Virgen Inmaculada.